# Saint-Paul-la-Roche
Pour les articles homonymes, voir Saint-Paul et La Roche.
Saint-Paul-la-Roche est une commune française située dans le département de la Dordogne, en région Nouvelle-Aquitaine.
Elle est intégrée au parc naturel régional Périgord-Limousin.

## Géographie

### Généralités
Dans le quart nord-est du département de la Dordogne, en Nontronnais, Saint-Paul-la-Roche est une commune rurale du parc naturel régional Périgord-Limousin qui fait partie de l'aire d'attraction de Thiviers. Elle est arrosée du nord au sud par la Rochille, à l'ouest par la Valouse et au sud par l'Isle, les deux dernières servant de limite naturelle à la commune sur plusieurs kilomètres.
Traversé par la route départementale (RD 67)  et surplombant la vallée de la Rochille, le petit bourg de Saint-Paul-la-Roche se situe, en distances orthodromiques, sept kilomètres au sud-sud-est de La Coquille et neuf kilomètres au nord-est de Thiviers.
La commune est également desservie au sud par la RD 78 qui longe l'Isle, au nord-ouest par la RD 98 et au sud-ouest sur plus d'un kilomètre par l'axe Limoges - Périgueux, la route nationale 21.
Entre Nantheuil et Thiviers au sud-ouest et La Coquille au nord-ouest, le sentier de grande randonnée GR 654 parcourt le territoire communal sur environ dix kilomètres.

### Communes limitrophes
Saint-Paul-la-Roche est limitrophe de huit autres communes.
| La Coquille                    |                     | Saint-Priest-les-Fougères |
| Chalais, Saint-Jory-de-Chalais | Saint-Paul-la-Roche | Jumilhac-le-Grand         |
| Thiviers, Nantheuil            |                     | Sarrazac                  |

### Géologie et relief

#### Géologie
Situé sur la plaque nord du Bassin aquitain et bordé à son extrémité nord-est par une frange du Massif central, le département de la Dordogne présente une grande diversité géologique. Les terrains sont disposés en profondeur en strates régulières, témoins d'une sédimentation sur cette ancienne plate-forme marine. Le département peut ainsi être découpé sur le plan géologique en quatre gradins différenciés selon leur âge géologique. Saint-Paul-la-Roche est dans le gradin extrême nord-est que constitue le dernier contrefort du Massif central, avec des roches cristallines formées au Paléozoïque, antérieurement au Carbonifère.
Les couches affleurantes sur le territoire communal sont constituées de formations superficielles du Quaternaire, de roches sédimentaires  datant pour certaines du Cénozoïque, et pour d'autres du Mésozoïque et du Paléozoïque, ainsi que de roches métamorphiques et magmatiques. La formation la plus ancienne, notée ξ1, se compose de micaschistes lamelleux à deux micas, parfois grenats et silicates d'alumine (Groupe de la Dronne, Néoprotérozoïque à Cambrien). La formation la plus récente, notée CFp, fait partie des formations superficielles de type colluvions indifférenciées de versant, de vallon et plateaux issues d'alluvions, molasses, altérites. Le descriptif de ces couches est détaillé dans  la feuille « no 735 - Thiviers » de la carte géologique au 1/50 000 de la France métropolitaine, et sa notice associée.

Carte géologique de Saint-Paul-la-Roche.
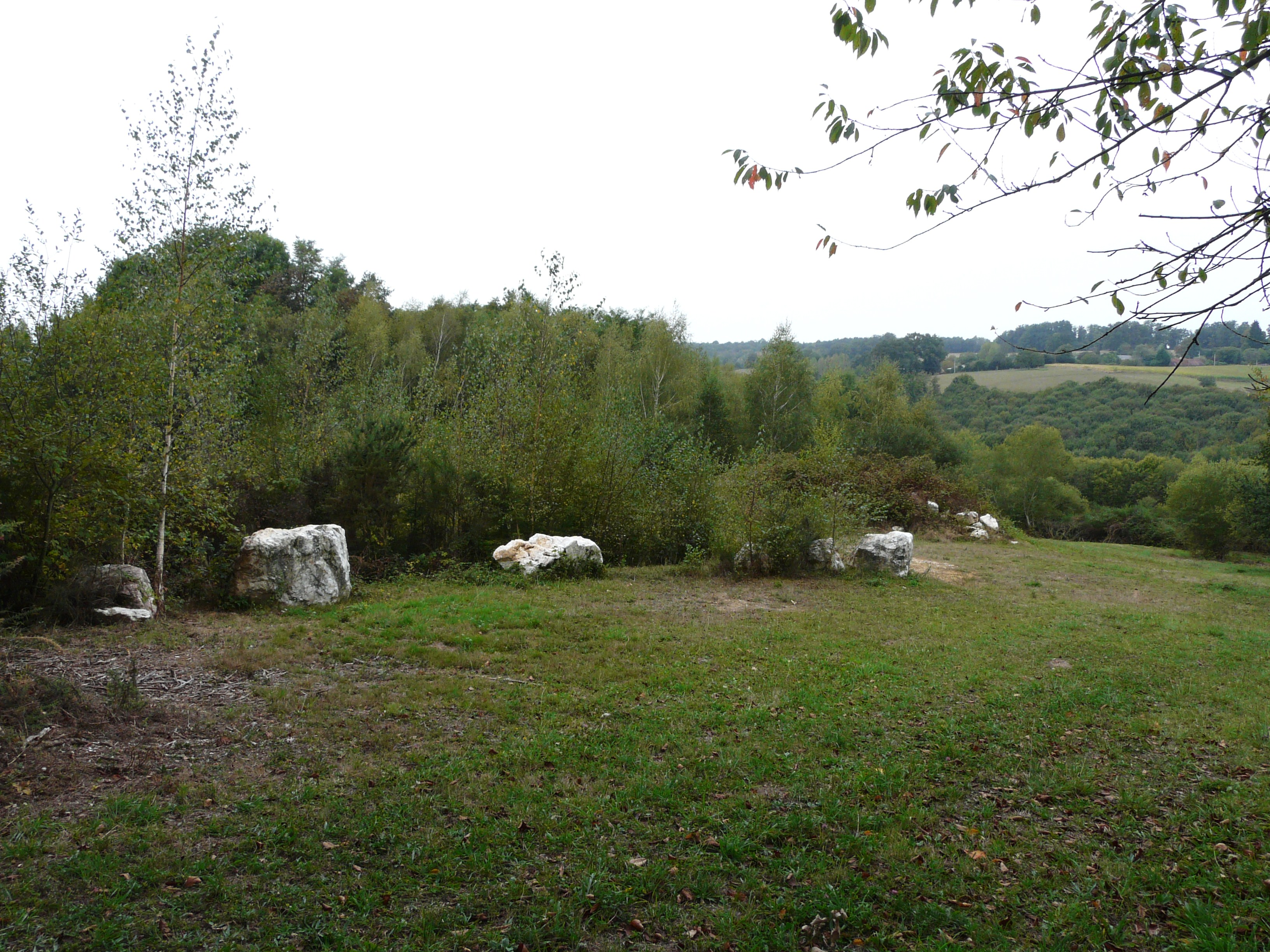
Le site de la Roche blanche en 2009.

##### Le quartz clivé

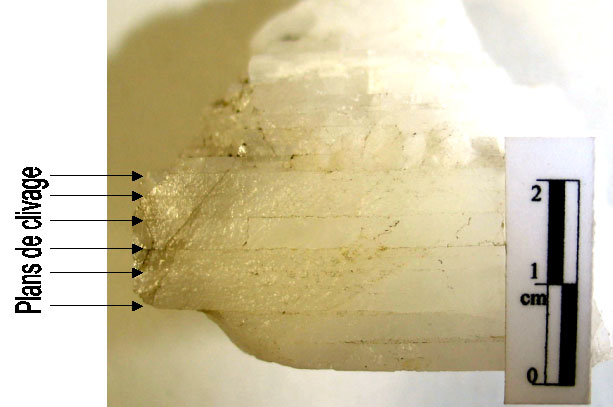
Quartz clivé de Saint-Paul-la-Roche.

Il y avait à Saint-Paul deux géants qui se faisaient face, deux titans minéraux, l'un noir, un bloc de serpentine et l'autre blanc, un bloc de quartz. Les deux connurent le même destin. Ils furent la proie des carriers et donc les victimes de la dynamite.
Dans les temps anciens, un sentier conduisait tout en haut de la Roche blanche ; elle était, dans l'esprit de la population, symbole de fertilité et ce, depuis longtemps sans doute.
Mais au XIXe siècle, ce quartz fut découvert puis utilisé par les porcelainiers puis, au XXe siècle par les industriels de l'optique et de l'électronique et même par la Nasa qui l'utilisa pour fabriquer divers éléments de ses capsules et navettes spatiales. Dans les années 1970, un cristal de quartz, probablement le plus grand de France, y est découvert, puis exploité.
Exploité jusqu'en 1995, il n'en reste plus désormais que quelques blocs épars, perdus dans les herbes folles.
Le quartz de Saint-Paul-la-Roche avait deux propriétés exceptionnelles. Il était ultra-pur, d'une part, d'où l'intérêt de l'industrie, mais aussi clivable, c’est-à-dire qu'il se délitait en lames minces, de quelques millimètres d'épaisseur, un peu comme des ardoises.
Cette deuxième propriété fut l'objet d'une controverse dans son explication. Pour les uns, il s'agissait de la conséquence d'un impact météoritique géant suggérée par la proximité de l'impact de Rochechouart-Chassenon. Pour d'autres il s'agissait d'un mode de formation purement terrestre, mais rare.
Maintenant, la controverse est éteinte et l'origine terrestre a été confirmée par Philippe Lambert en 1974, et Claudia Trepmann en 2006.
Il est vrai que les quartz « choqués » formés lors des impacts météoritiques présentent un « pseudo-clivage » microscopique, qui nécessite pour être distingué un grossissement de plusieurs centaines de fois, alors que le quartz de Saint-Paul-la-Roche montre son clivage à l'œil nu.

#### Relief et paysages
Le département de la Dordogne se présente comme un vaste plateau incliné du nord-est (491 m, à la forêt de Vieillecour dans le Nontronnais, à Saint-Pierre-de-Frugie) au sud-ouest (2 m à Lamothe-Montravel). L'altitude du territoire communal varie quant à elle entre 165 mètres au sud-est, là où l'Isle quitte la commune pour s'écouler en limite de celles de Nantheuil et Sarrazac, et 342 mètres à deux kilomètres au nord-est du bourg de Saint-Paul-la-Roche.
Dans le cadre de la Convention européenne du paysage entrée en vigueur en France le 1er juillet 2006, renforcée par la loi du 8 août 2016 pour la reconquête de la biodiversité, de la nature et des paysages, un atlas des paysages de la Dordogne a été élaboré sous maîtrise d’ouvrage de l’État et publié en octobre 2020. Les paysages du département s'organisent en huit unités paysagères,. La commune est dans l'unité paysagère du « Périgord limousin » qui correspond à la région naturelle du Nontronnais. Ce territoire forme un plateau collinaire aux pentes douces et sommets arasés, d’altitude moyenne autour des 300 m dont le point culminant est également celui de la Dordogne. Ce plateau cristallin est vallonné et dominé par les prairies aux horizons boisés. Il est entaillé de vallées profondes aux versants forestiers,.
La superficie cadastrale de la commune publiée par l'Insee, qui sert de référence dans toutes les statistiques, est de 39,22 km2,,. La superficie géographique, issue de la BD Topo, composante du Référentiel à grande échelle produit par l'IGN, est quant à elle de 39,98 km2.

### Hydrographie

#### Réseau hydrographique
La commune est située dans le bassin de la Dordogne au sein du Bassin Adour-Garonne. Elle est drainée par l'Isle, la Rochille, la Valouse, le Grand Gaulier, le ruisseau de Curmont, le ruisseau de la Farge, le ruisseau de la Valade et par divers petits cours d'eau, qui constituent un réseau hydrographique de 56 km de longueur totale,.
L'Isle, d'une longueur totale de 255,29 km, prend sa source dans la Haute-Vienne dans la commune de Janailhac et se jette dans la Dordogne — dont elle est le principal affluent — en rive droite face à Arveyres, en limite de Fronsac et de Libourne,. Elle borde la commune au sud-est et au sud sur huit kilomètres et demi, face à Jumilhac-le-Grand et Sarrazac.
La Valouse, d'une longueur totale de 23,82 km, prend sa source dans la commune de Saint-Pierre-de-Frugie et se jette en rive droite de l'Isle, à Saint-Paul-la-Roche, face à Sarrazac,. Elle traverse le territoire communal du nord-ouest au sud sur dix kilomètres dont cinq et demi servent de limite naturelle face à Chalais.
Affluent de la Valouse en rive droite, le ruisseau de la Valade arrose le sud-ouest de la commune sur deux kilomètres et demi.
La Rochille, d'une longueur totale de 10,47 km, prend sa source dans la commune de Saint-Priest-les-Fougères et se jette dans la Valouse en rive gauche à Saint-Paul-la-Roche, 550 mètres en amont de la confluence Valouse-Isle. Elle traverse la commune du nord au sud sur près de huit kilomètres, dont 400 mètres en limite de Jumilhac-le-Grand.
Deux autres affluents de la Dronne en rive droite marquent la limite territoriale, le Grand Gaulier à l'est sur près de deux kilomètres et demi, face à Jumilhac-le-Grand, et le ruisseau de Curmont au sud-ouest sur plus de deux kilomètres, face à Nantheuil.

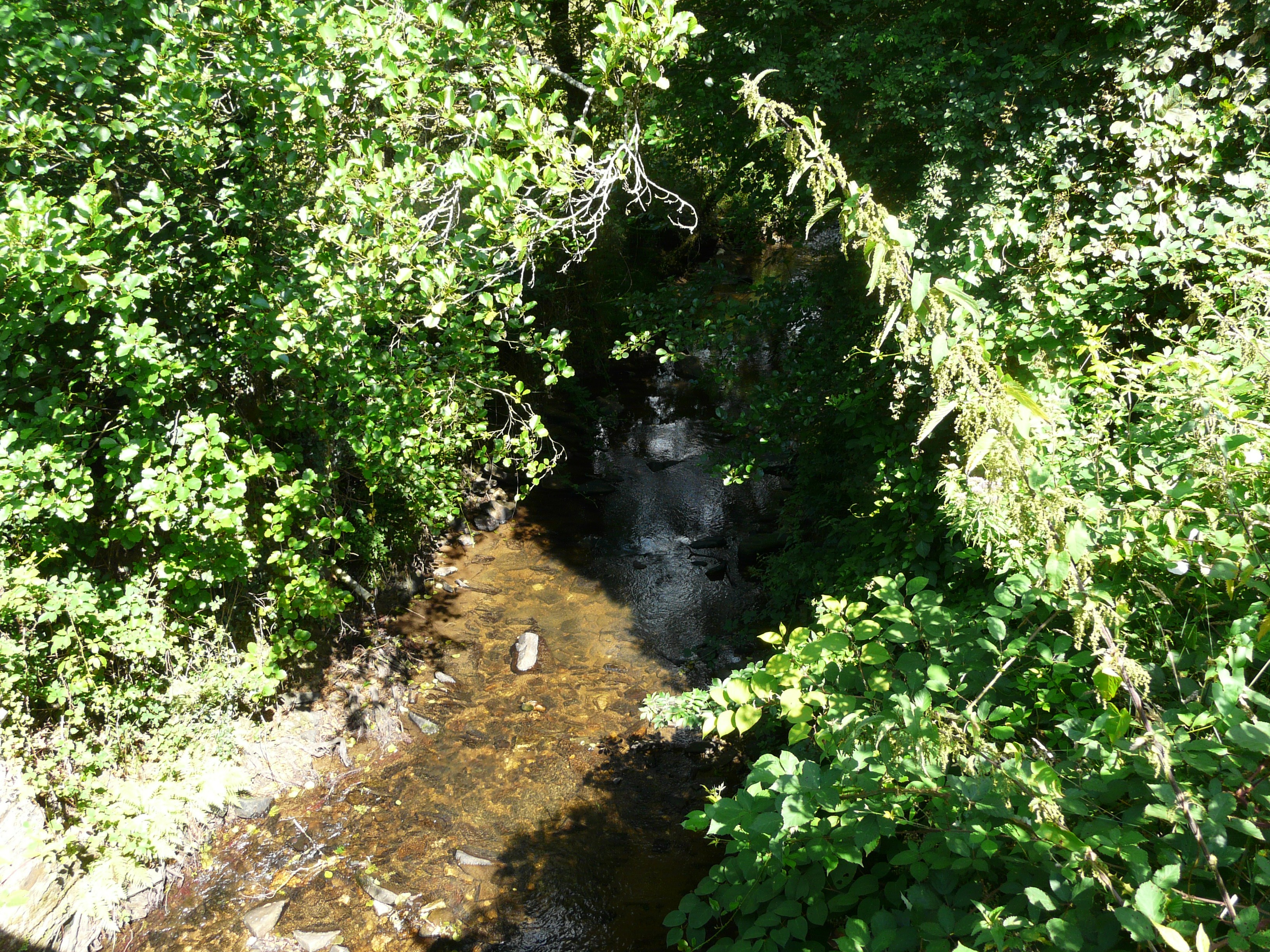
La Rochille au nord-ouest du bourg.
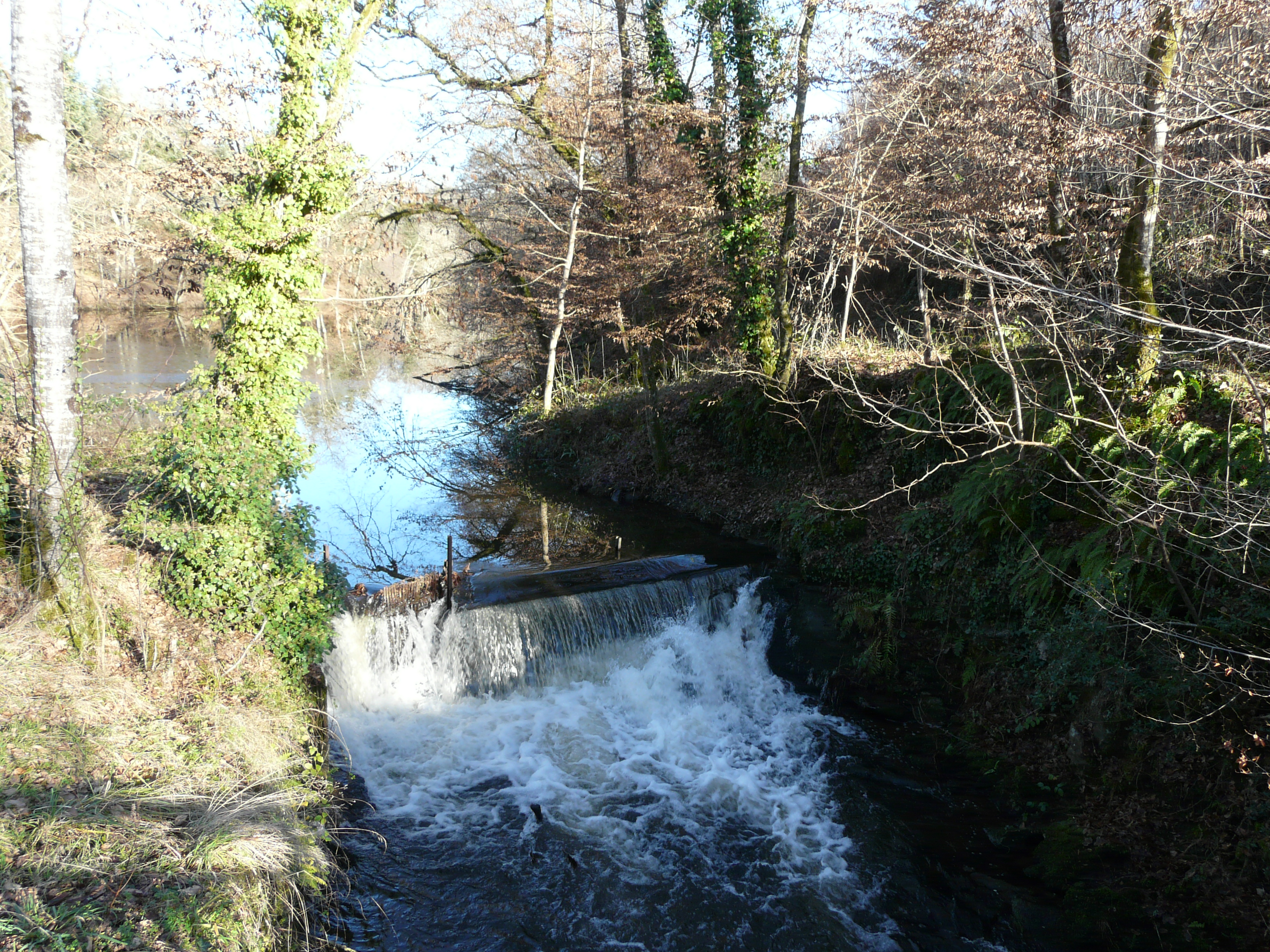
La Valouse en amont de la forge de Mavaleix, entre Chalais (à gauche) et Saint-Paul-la-Roche.
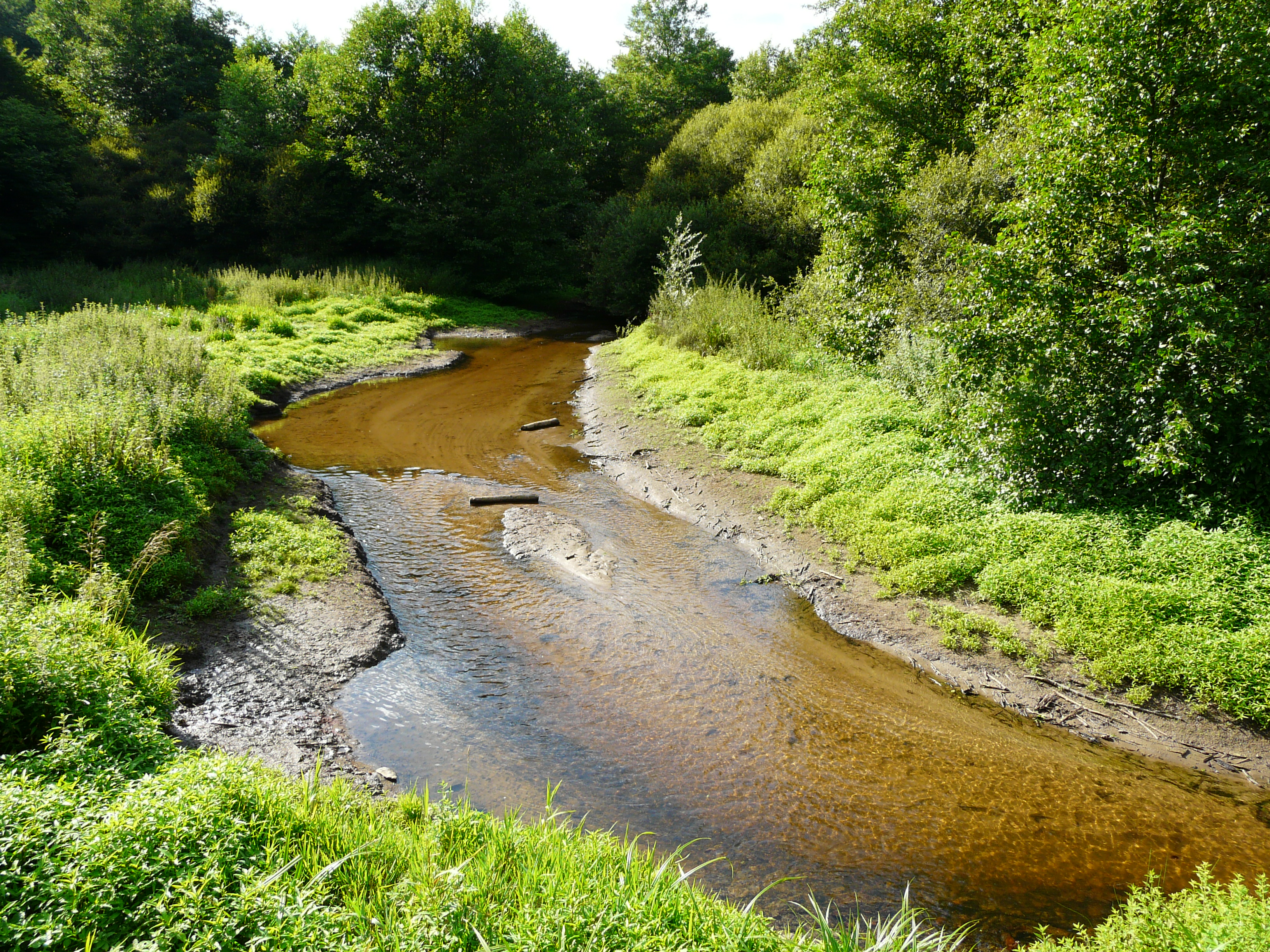
La Valouse en amont du pont de la Roche Noire.
Réseaux hydrographique et routier de Saint-Paul-la-Roche.

#### Gestion et qualité des eaux
Le territoire communal est couvert par le schéma d'aménagement et de gestion des eaux (SAGE) « Isle - Dronne ». Ce document de planification, dont le territoire regroupe les bassins versants de l'Isle et de la Dronne, d'une superficie de 7 500 km2, a été approuvé le 2 août 2021. La structure porteuse de l'élaboration et de la mise en œuvre est l'établissement public territorial de bassin de la Dordogne (EPIDOR). Il définit sur son territoire les objectifs généraux d’utilisation, de mise en valeur et de protection quantitative et qualitative des ressources en eau superficielle et souterraine, en respect des objectifs de qualité définis dans le troisième SDAGE  du Bassin Adour-Garonne qui couvre la période 2022-2027, approuvé le 10 mars 2022.
La qualité des eaux de baignade et des cours d’eau peut être consultée sur un site dédié géré par les agences de l’eau et l’Agence française pour la biodiversité.

### Climat
Pour des articles plus généraux, voir Climat de la Nouvelle-Aquitaine et Climat de la Dordogne.
Historiquement, la commune est dans une zone de transition entre les climats océaniques aquitain et limousin.
En 2020, Météo-France publie une typologie des climats de la France métropolitaine dans laquelle la commune est exposée à un climat océanique altéré et est dans la région climatique  Ouest et nord-ouest du Massif Central, caractérisée par une pluviométrie annuelle de 900 à 1 500 mm, maximale en automne et en hiver.
Pour la période 1971-2000, la température annuelle moyenne est de 11,8 °C, avec  une amplitude thermique annuelle de 14,6 °C. Le cumul annuel moyen de précipitations est de 1 093 mm, avec 13,4 jours de précipitations en janvier et 7,4 jours en juillet. Pour la période 1991-2020, la température moyenne annuelle observée sur la station météorologique de Météo-France la plus proche, sur la commune de La Coquille à 7 km à vol d'oiseau, est de 12,1 °C et le cumul annuel moyen de précipitations est de 1 178,8 mm,. 
La température maximale relevée sur cette station est de 39,5 °C, atteinte le 7 août 2003 ; la température minimale est de −18,7 °C, atteinte le 16 janvier 1985.
Pour afficher une liste d’indicateurs climatiques caractérisant la commune aux horizons 2030, 2050 et 2100 et pouvoir ainsi s'adapter aux changements climatiques, entrer son nom dans Climadiag-commune, un site de Météo-France élaboré à partir des nouvelles projections climatiques de référence DRIAS-2020.

## Urbanisme

### Typologie
Au 1er janvier 2024, Saint-Paul-la-Roche est catégorisée commune rurale à habitat très dispersé, selon la nouvelle grille communale de densité à 7 niveaux définie par l'Insee en 2022.
Elle est située hors unité urbaine. Par ailleurs la commune fait partie de l'aire d'attraction de Thiviers, dont elle est une commune de la couronne,. Cette aire, qui regroupe 10 communes, est catégorisée dans les aires de moins de 50 000 habitants,.

### Occupation des sols
L'occupation des sols de la commune, telle qu'elle ressort de la base de données européenne d’occupation biophysique des sols Corine Land Cover (CLC), est marquée par l'importance des territoires agricoles (64,7 % en 2018), en diminution par rapport à 1990 (65,9 %). La répartition détaillée en 2018 est la suivante : 
zones agricoles hétérogènes (43,8 %), forêts (33,5 %), prairies (16,4 %), terres arables (4,5 %), milieux à végétation arbustive et/ou herbacée (1,8 %). L'évolution de l’occupation des sols de la commune et de ses infrastructures peut être observée sur les différentes représentations cartographiques du territoire : la carte de Cassini (XVIIIe siècle), la carte d'état-major (1820-1866) et les cartes ou photos aériennes de l'IGN pour la période actuelle (1950 à aujourd'hui).

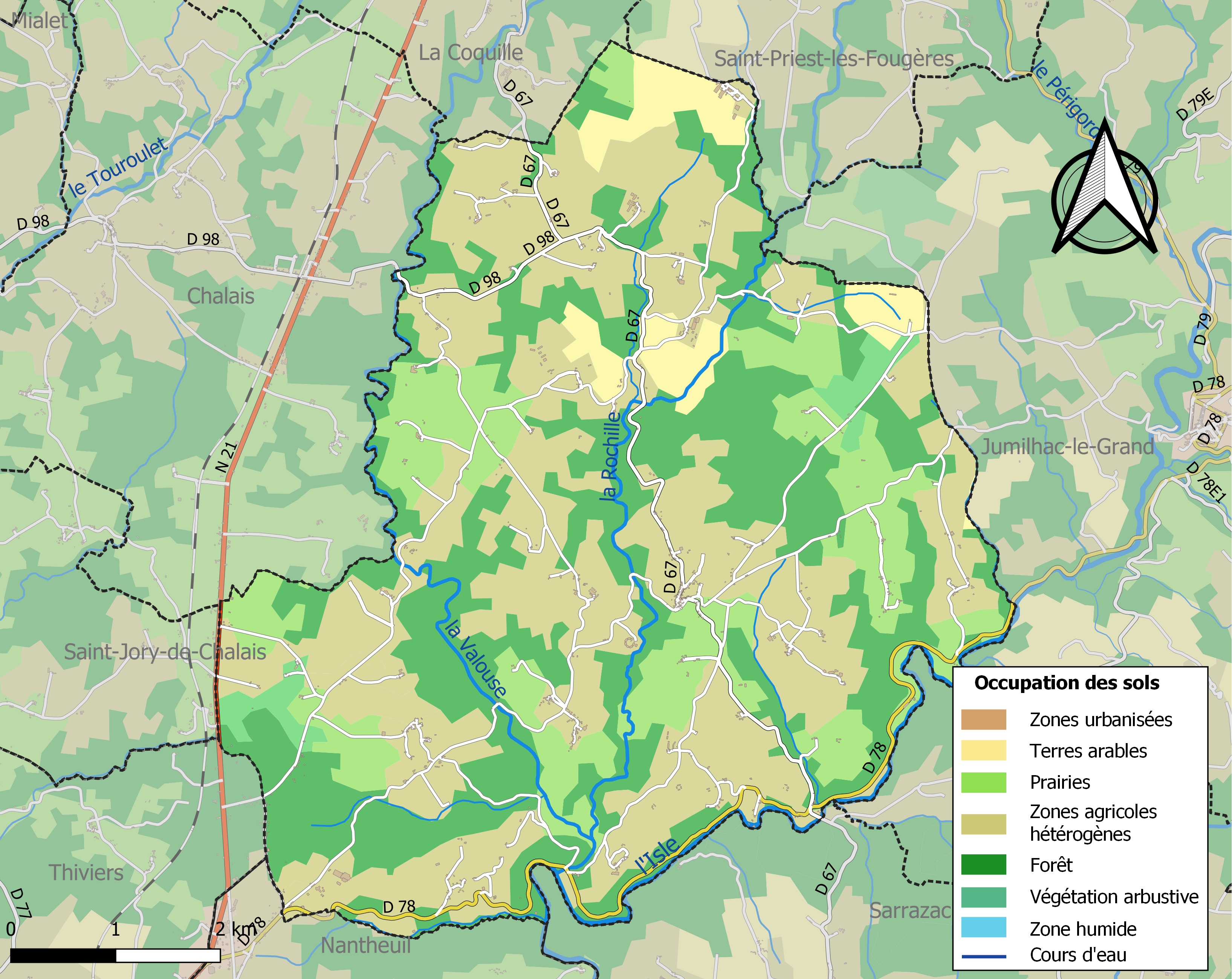
Carte des infrastructures et de l'occupation des sols de la commune en 2018 (CLC).

### Prévention des risques
Le territoire de la commune de Saint-Paul-la-Roche est vulnérable à différents aléas naturels : météorologiques (tempête, orage, neige, grand froid, canicule ou sécheresse), inondations, feux de forêts, mouvements de terrains et séisme (sismicité faible). Il est également exposé à un risque particulier : le risque de radon. Un site publié par le BRGM permet d'évaluer simplement et rapidement les risques d'un bien localisé soit par son adresse soit par le numéro de sa parcelle.

#### Risques naturels
Certaines parties du territoire communal sont susceptibles d’être affectées par le risque d’inondation par débordement de cours d'eau, notamment l'Isle, la Valouse et la Rochille. La commune a été reconnue en état de catastrophe naturelle au titre des dommages causés par les inondations et coulées de boue survenues en 1982, 1993 et 1999,.
Saint-Paul-la-Roche est exposée au risque de feu de forêt. L’arrêté préfectoral du 14 mars 2013 fixe les conditions de pratique des incinérations et de brûlage dans un objectif de réduire le risque de départs d’incendie. À ce titre, des périodes sont déterminées : interdiction totale du 15 février au 15 mai et du 15 juin au 15 octobre, utilisation réglementée du 16 mai au 14 juin et du 16 octobre au 14 février. En septembre 2020, un plan inter-départemental de protection des forêts contre les incendies (PidPFCI) a été adopté pour la période 2019-2029,.

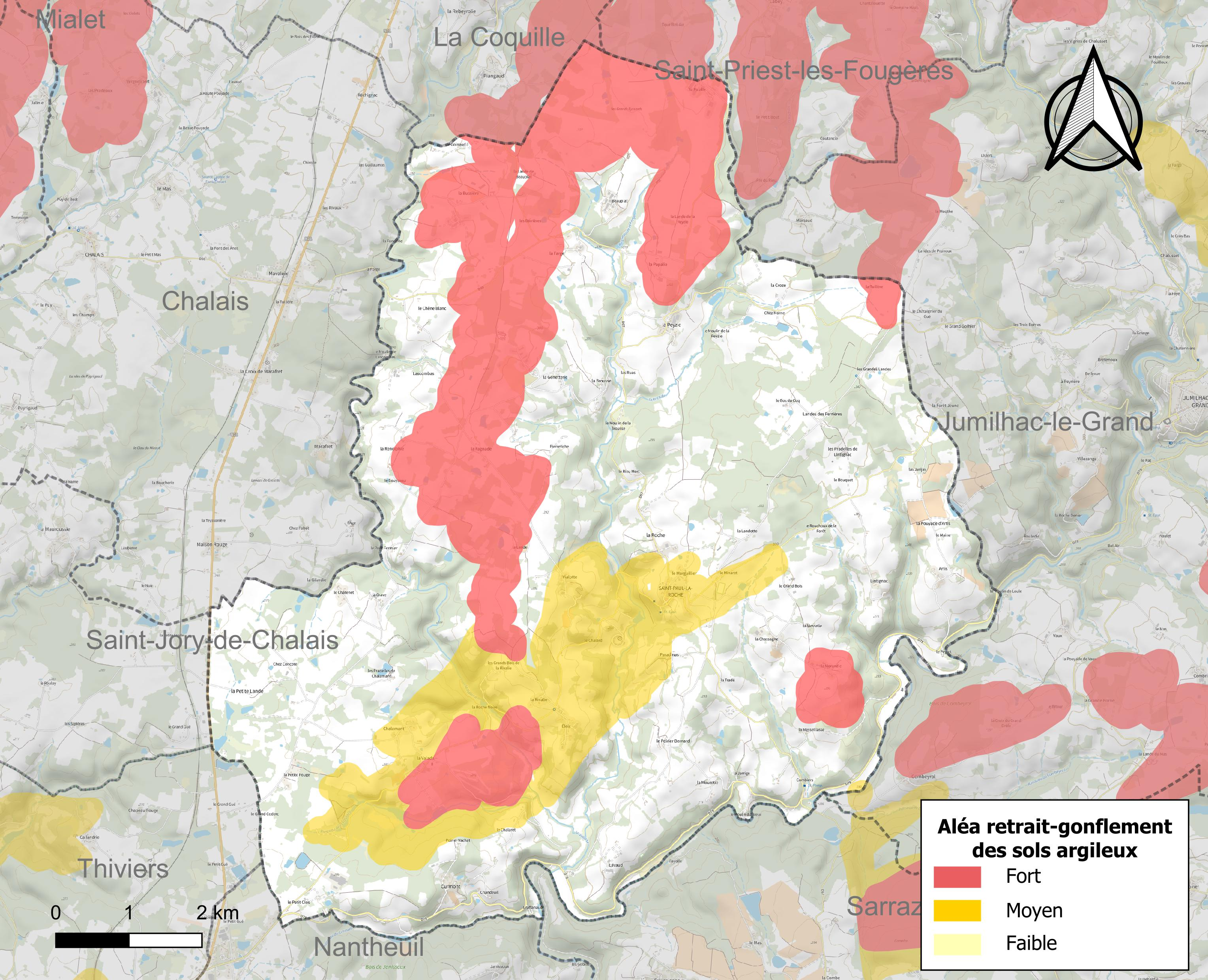
Carte des zones d'aléa retrait-gonflement des sols argileux de Saint-Paul-la-Roche.

Les mouvements de terrains susceptibles de se produire sur la commune sont des tassements différentiels. Le retrait-gonflement des sols argileux est susceptible d'engendrer des dommages importants aux bâtiments en cas d’alternance de périodes de sécheresse et de pluie. 33,5 % de la superficie communale est en aléa moyen ou fort (58,6 % au niveau départemental et 48,5 % au niveau national métropolitain). Depuis le 1er octobre 2020, en application de la loi ÉLAN, différentes contraintes s'imposent aux vendeurs, maîtres d'ouvrages ou constructeurs de biens situés dans une zone classée en aléa moyen ou fort,.
La commune a été reconnue en état de catastrophe naturelle au titre des dommages causés par la sécheresse en 1989, 2005 et 2011 et par des mouvements de terrain en 1999.

#### Risque particulier
Dans plusieurs parties du territoire national, le radon, accumulé dans certains logements ou autres locaux, peut constituer une source significative d’exposition de la population aux rayonnements ionisants. Selon la classification de 2018, la commune de Saint-Paul-la-Roche est classée en zone 3, à savoir zone à potentiel radon significatif.

## Toponymie

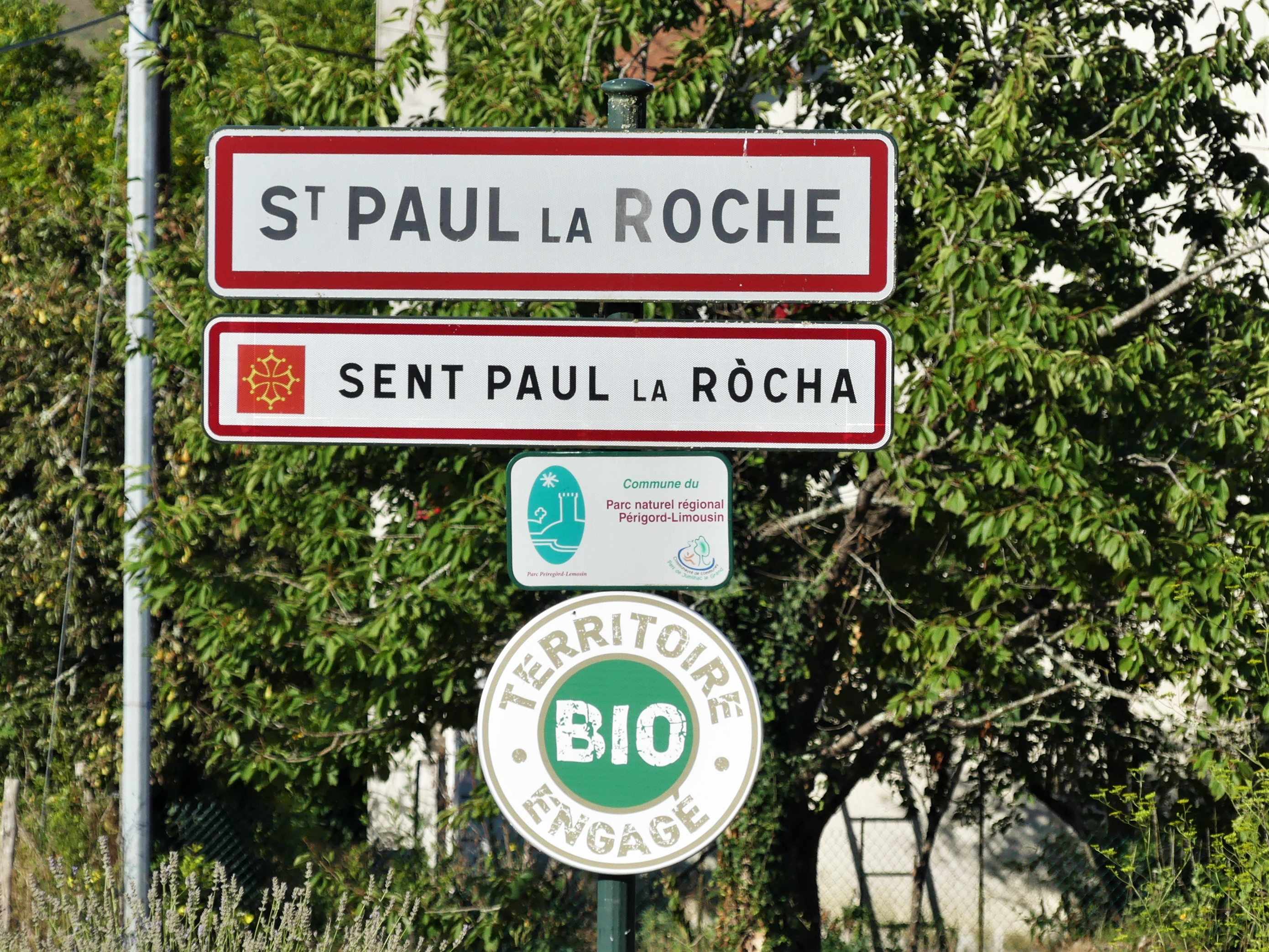
Panneau d'entrée au bourg de Saint-Paul-la-Roche (avec une faute : devrait s'écrire Sent Pau la Ròcha).

Le nom de Saint-Paul-la-Roche fait référence à l'apôtre saint Paul. « La Roche », tiré de l'occitan ròca, correspond souvent à un château établi sur un site élevé.
En occitan, la commune porte le nom de Sent Pau la Ròcha.

## Histoire
Sur la carte de Cassini représentant la France entre 1756 et 1789, le village est identifié sous le nom de Saint Paul.

### Les Templiers et les Hospitaliers
Aux environs de 1140, Guy Flamenc de la Roche-Saint-Paul, seigneur du château de Bruzac (Saint Paul la Roche relevant de la seigneurie de Bruzac) fait don de terres et bois aux Templiers (venus en Périgord en 1138) qui édifient une commanderie, qui devient rapidement la plus importante de la région. Le seul vestige restant est la maison du commandeur de la commanderie, dite « Templars ».
Guy IV (1113-1148) et Adhémar IV (1110-1148), co-vicomtes de Limoges qui disputaient le territoire à Guy Flamenc, viennent l'assiéger en 1143, avec l'aide de Boson II (1110-1143), vicomte de Turenne (beau-frère d'Adhémar IV). Lors du siège de la commanderie de Saint-Paul-la-Roche, Boson II est tué d'un coup de flèche. Effrayés, les deux vicomtes s'empressent de lever le siège et quittent la contrée.
Le 13 octobre 1307, les Templiers de Saint-Paul-la-Roche et leur commandeur, Bernard de Villars (1271-1311) sont arrêtés par les soldats du sénéchal du Limousin, et emmenés à Limoges. Les Hospitaliers reçoivent les biens templiers vers 1316, et sont rattachés à la commanderie de Condat  du grand prieuré de Toulouse.
La commanderie des Hospitaliers de l'ordre de Saint-Jean de Jérusalem est mentionnée en 1373 (Præceptoria de Rupe S. Pauli), quelques années avant la première apparition du nom du village en 1382 sous la forme Sanctus Paulus de Rupe.
La commanderie souffre lors des guerres de Religion. Elle est dévastée par les calvinistes qui incendient les bâtiments. Les biens des hospitaliers sont vendus à la Révolution.

## Politique et administration

### Rattachements administratifs
La commune de Saint-Paul-la-Roche a, dès 1790, été rattachée au canton de Jumilhac qui dépendait du district d'Excideuil. En 1800, les districts sont supprimés. Le canton est alors rattaché à l'arrondissement de Nontron.

### Intercommunalité
Fin 2002, Saint-Paul-la-Roche rejoint la communauté de communes du Pays de Jumilhac-le-Grand. Celle-ci est renommée le 1er janvier 2017 en communauté de communes des Marches du Périg'Or Limousin Thiviers-Jumilhac puis en octobre 2017 en communauté de communes Périgord-Limousin.

### Administration municipale
La population de la commune étant comprise entre 500 et 1 499 habitants au recensement de 2017, quinze conseillers municipaux ont été élus en 2020,.

### Liste des maires

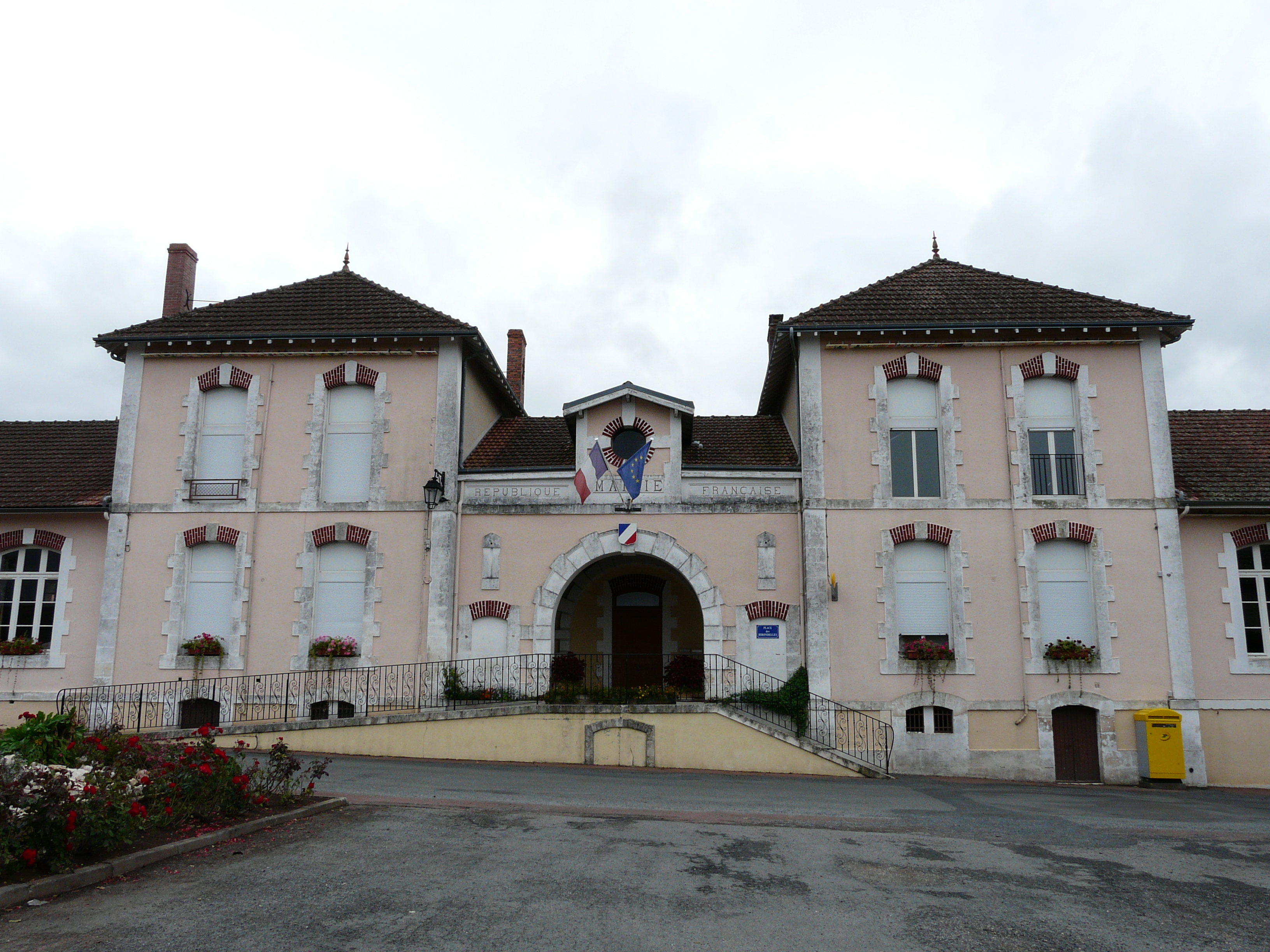
La mairie.

| Période                                  | Période   | Identité             | Étiquette | Qualité        |
| ---------------------------------------- | --------- | -------------------- | --------- | -------------- |
| Les données manquantes sont à compléter. |           |                      |           |                |
|                                          |           |                      |           |                |
| 1983                                     | 1995      | Georges Cheval       |           | Retraité       |
| 1995                                     | 2001      | André Michel Habon   |           |                |
| mars 2001                                | mars 2008 | Jean-Michel Gendraud |           |                |
| mars 2008                                | mars 2014 | Jean-Antoine Bordas  | SE        | Cadre retraité |
| avril 2014 (réélu en juillet 2020)       | En cours  | Didier Garnaudie     |           |                |

### Jumelages
Huit des neuf communes de l'ancienne communauté de communes du Pays de Jumilhac-le-Grand, dont Saint-Paul-la-Roche, sont jumelées avec la municipalité allemande de Romrod depuis 2012, La Coquille l'étant depuis 1990.

## Équipements et services publics

### Eau
En 2024, la commune dépend du Syndicat intercommunal d'alimentation en eau potable (SIAEP) du Nord Est Périgord.

### Enseignement
Pour l'enseignement primaire, la commune est en regroupement pédagogique intercommunal avec celle de Jumilhac-le-Grand.

### Justice
En 2023, dans le domaine judiciaire, Saint-Paul-la-Roche relève : 
- du tribunal judiciaire, du tribunal pour enfants, du conseil de prud'hommes et du tribunal de commerce de Périgueux ;
- du pôle Nationalité du tribunal judiciaire de Périgueux (compétent uniquement dans le domaine de la nationalité) ;
- de la cour d'appel, du tribunal administratif et de la  cour administrative d'appel de Bordeaux.

## Population et société

### Démographie
L'évolution du nombre d'habitants est connue à travers les recensements de la population effectués dans la commune depuis 1793. Pour les communes de moins de 10 000 habitants, une enquête de recensement portant sur toute la population est réalisée tous les cinq ans, les populations de référence des années intermédiaires étant quant à elles estimées par interpolation ou extrapolation. Pour la commune, le premier recensement exhaustif entrant dans le cadre du nouveau dispositif a été réalisé en 2007.

En 2022, la commune comptait 533 habitants, en évolution de +1,52 % par rapport à 2016 (Dordogne : +0,37 %, France hors Mayotte : +2,11 %).
| 1793  | 1800  | 1806  | 1821  | 1831  | 1836  | 1841  | 1846  | 1851  |
| ----- | ----- | ----- | ----- | ----- | ----- | ----- | ----- | ----- |
| 1 318 | 1 436 | 1 244 | 1 692 | 1 761 | 1 646 | 1 686 | 1 646 | 1 665 |

| 1856  | 1861  | 1866  | 1872  | 1876  | 1881  | 1886  | 1891  | 1896  |
| ----- | ----- | ----- | ----- | ----- | ----- | ----- | ----- | ----- |
| 1 680 | 1 580 | 1 646 | 1 444 | 1 447 | 1 538 | 1 766 | 1 800 | 1 818 |

| 1901  | 1906  | 1911  | 1921  | 1926  | 1931  | 1936  | 1946  | 1954  |
| ----- | ----- | ----- | ----- | ----- | ----- | ----- | ----- | ----- |
| 1 815 | 1 814 | 1 783 | 1 619 | 1 531 | 1 357 | 1 240 | 1 135 | 1 001 |

| 1962 | 1968 | 1975 | 1982 | 1990 | 1999 | 2006 | 2007 | 2012 |
| ---- | ---- | ---- | ---- | ---- | ---- | ---- | ---- | ---- |
| 872  | 794  | 616  | 591  | 555  | 551  | 524  | 520  | 527  |

| 2017 | 2022 | - | - | - | - | - | - | - |
| ---- | ---- | - | - | - | - | - | - | - |
| 525  | 533  | - | - | - | - | - | - | - |

### Manifestations culturelles et festivités
- Chaque année, fête foraine lors de l'Ascension[69].
- Chaque été, l'association « Les Arts à Saint-Paul » organise sur huit jours une exposition d'œuvres artistiques (17e édition en 2023)[70].

## Économie

### Emploi
En 2015, parmi la population communale comprise entre 15 et 64 ans, les actifs représentent 206 personnes, soit 39,2 % de la population municipale. Le nombre de chômeurs (vingt-sept) a légèrement augmenté par rapport à 2010 (vingt-six) et le taux de chômage de cette population active s'établit à 13,1 %.

### Établissements
Au 31 décembre 2015, la commune compte 61 établissements, dont vingt-cinq dans l'agriculture, la sylviculture ou la pêche, seize au niveau des commerces, transports ou services, dix dans la construction, huit dans l'industrie, et deux relatifs au secteur administratif, à l'enseignement, à la santé ou à l'action sociale.

### Entreprises
Dans le secteur industriel, parmi les entreprises dont le siège social est en Dordogne, la société « AES » (traitement et élimination des déchets non dangereux), implantée à Saint-Paul-la-Roche, se classe en 32e position quant au chiffre d'affaires hors taxes en 2015-2016, avec 8 246 k€.

## Culture locale et patrimoine

### Lieux et monuments
- Château du Chalard (ruines du), XIe, XIIe et XVe siècles. Détruit pendant la guerre de Cent Ans
- Château de Montardy, XIVe, XVIIIe et XIXe siècles
- Château de la Valade, XVIIIe et XIXe siècles, ancienne propriété de la famille Chapelle de Jumilhac[75] puis des Dubut de Saint Paul
- « Templars », la maison templière, XIIe et XVIe siècles, et « La Petite Commanderie », maison forte, sont les derniers vestiges de l'une des plus importantes commanderies en Périgord[76].
- Église Saint-Pierre et Saint-Paul
- Site de la Roche blanche

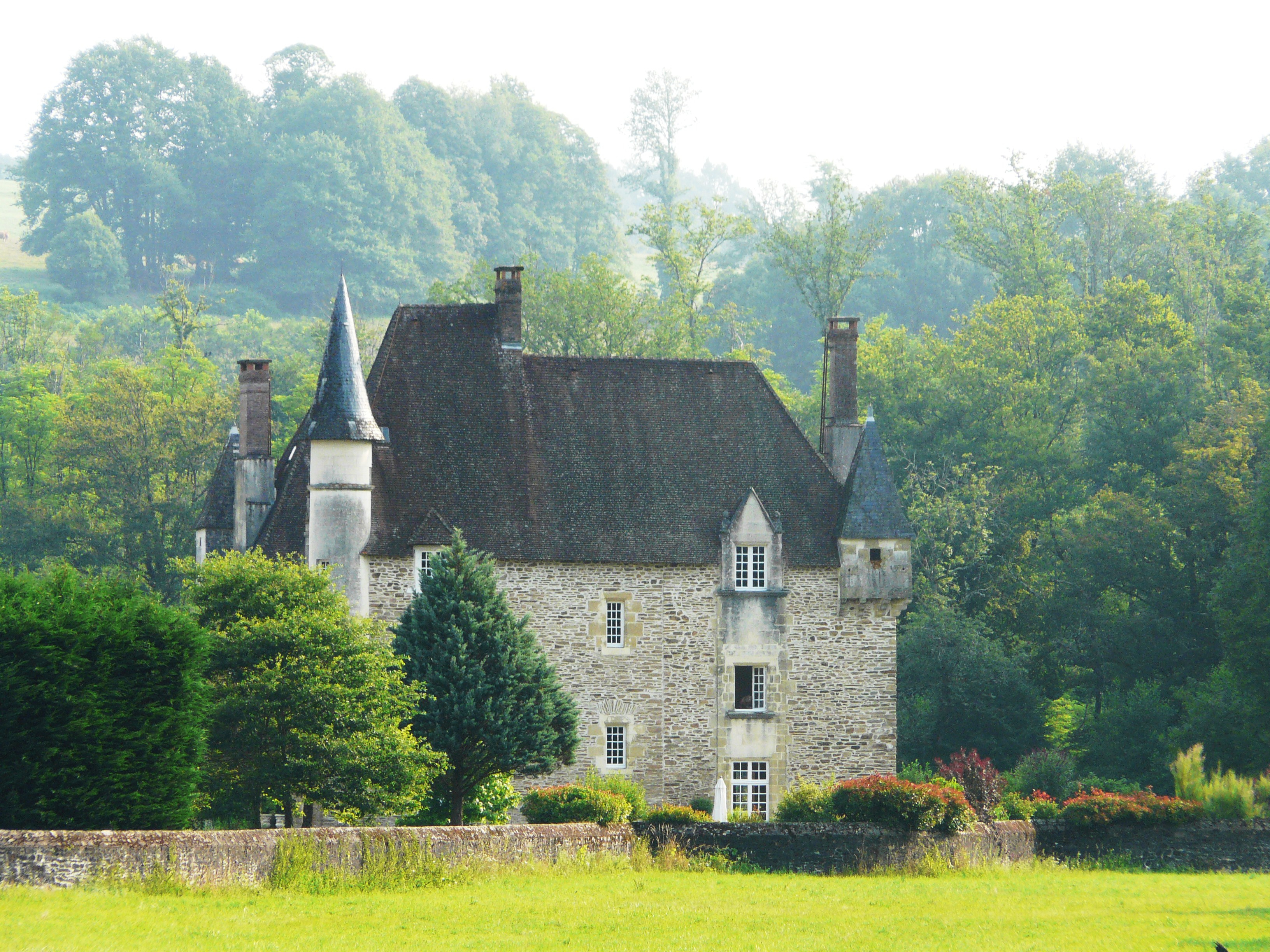
Le château de Montardy.
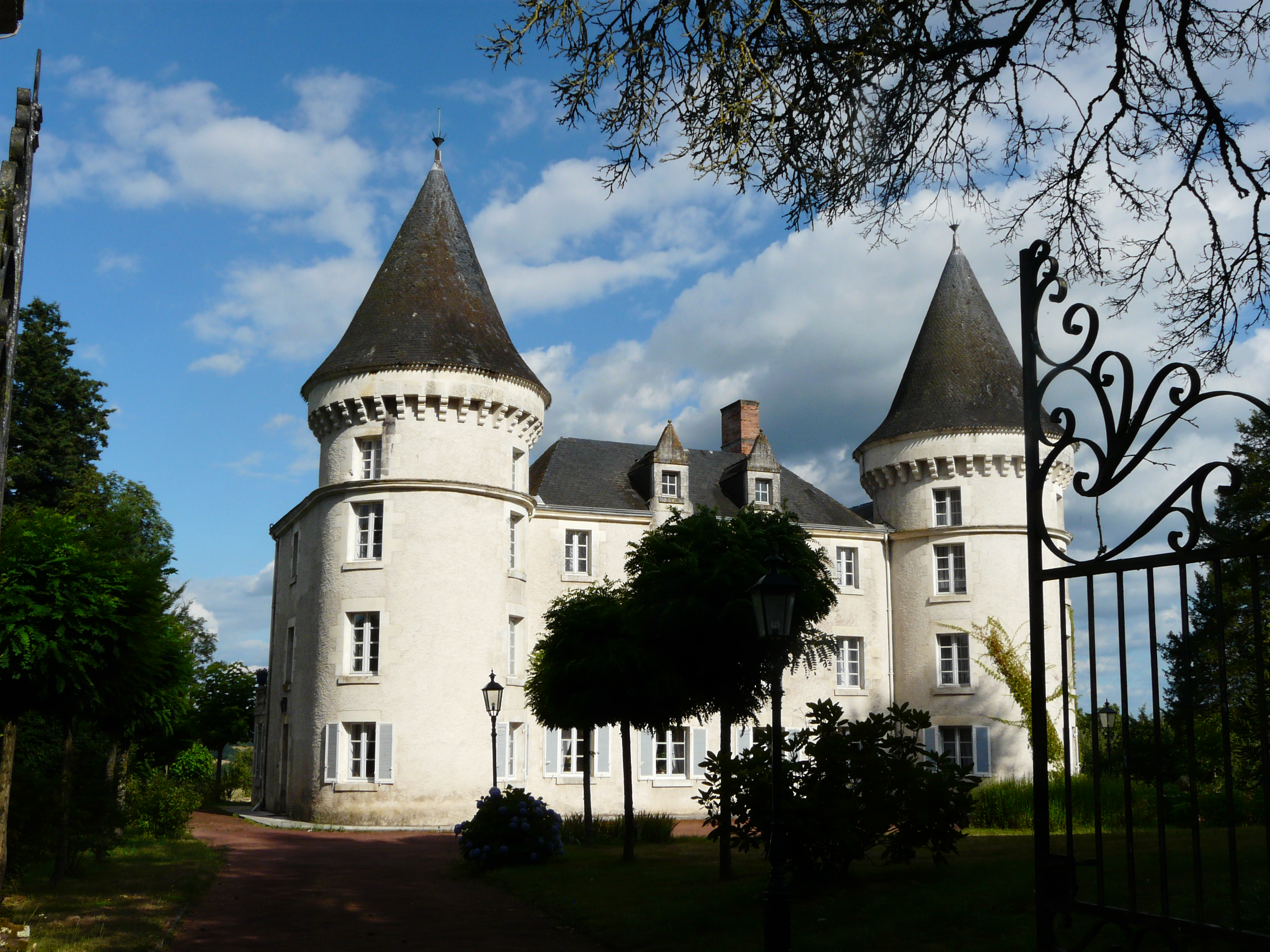
Le château de la Valade.
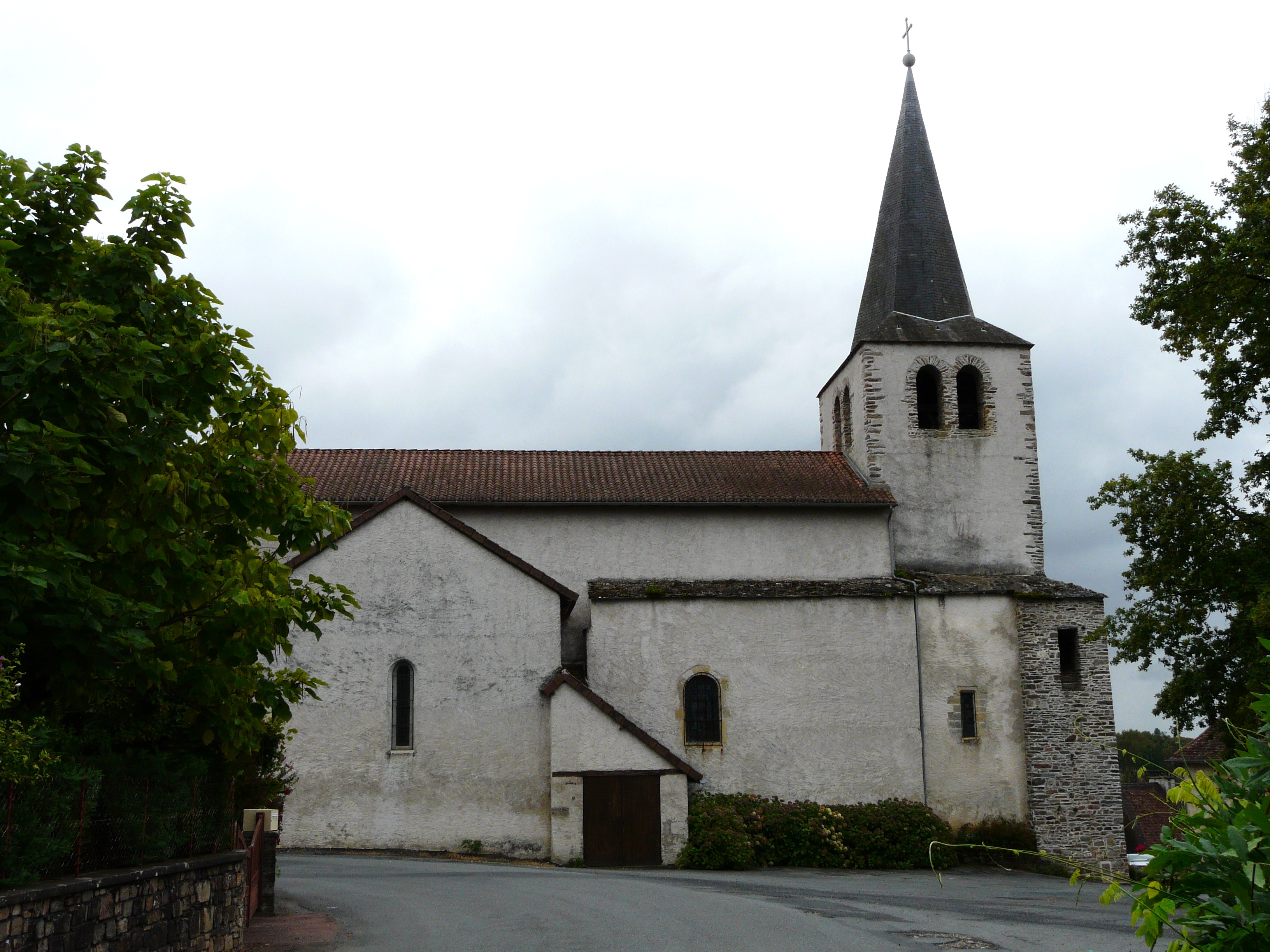
L'église Saint-Pierre et Saint-Paul.
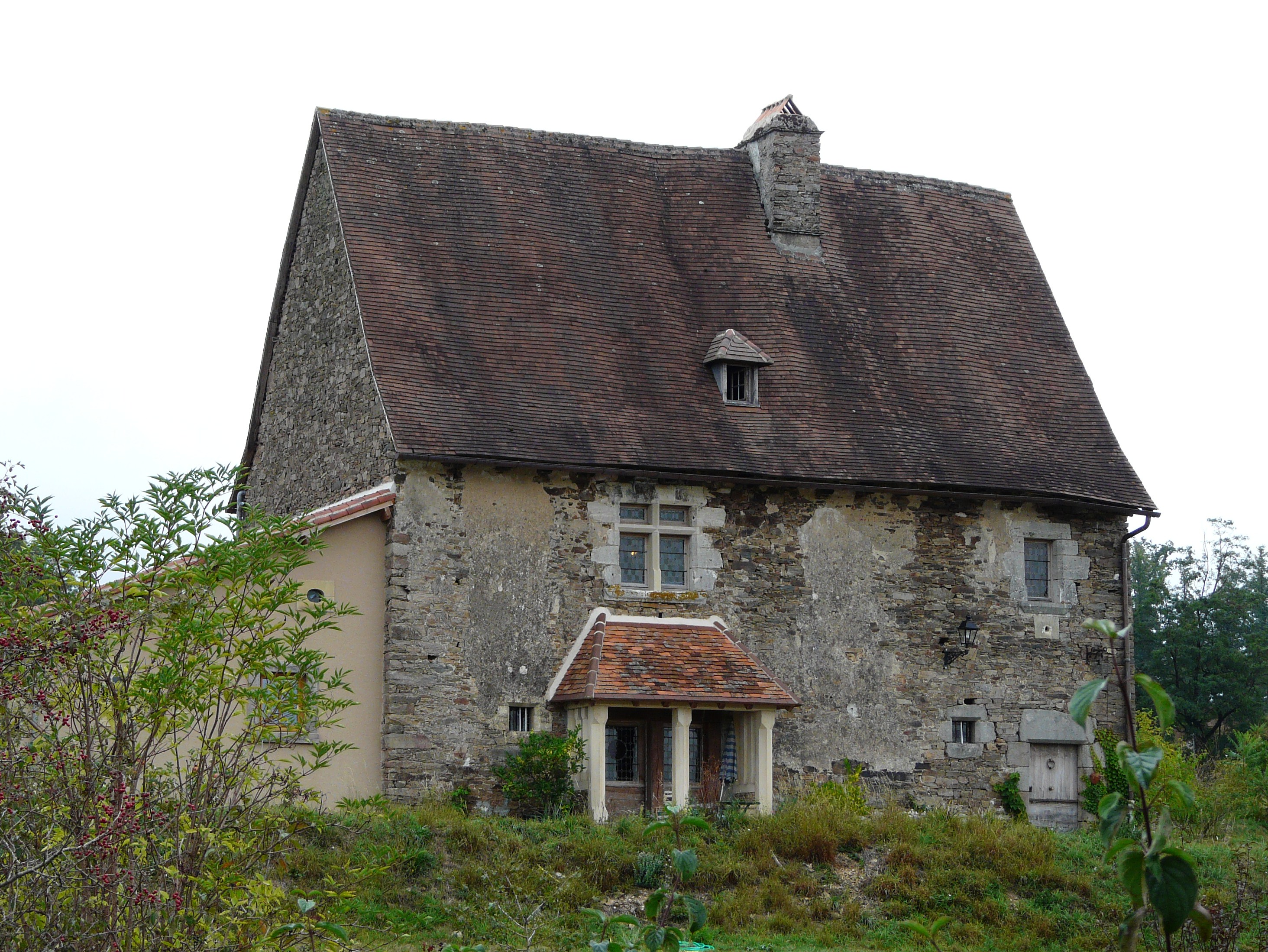
« Templars », la maison templière.

### Personnalités liées à la commune
- Philippe Papon, alias « Phiphi » (1910-1993), né à Saint-Paul-la-Roche, résistant de Dordogne, membre de l'Armée secrète.

## Pour approfondir